# Vodeane, Iuriivka
Vodeane (în ucraineană Водяне) este un sat în comuna Novoveazivske din raionul Iuriivka, regiunea Dnipropetrovsk, Ucraina.

## Demografie
Componența lingvistică a localității Vodeane
     Ucraineană (90,41%)
     Rusă (9,06%)
     Alte limbi (0,36%)
Conform recensământului din 2001, majoritatea populației localității Vodeane era vorbitoare de ucraineană (90,41%), existând în minoritate și vorbitori de rusă (9,06%).